# Gerhard Bast

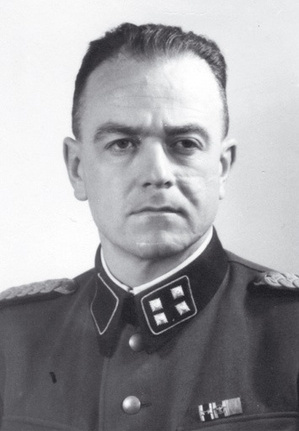
Gerhard Bast

Gerhard Bast  (* 12. Januar 1911 in Gottschee, Österreich-Ungarn; † 9. März 1947 beim Brennerpass) war ein österreichischer Jurist, SS-Sturmbannführer, Gestapomitarbeiter und Führer von Sonderkommandos der Einsatzgruppen der Sicherheitspolizei und des SD.

## Leben
Gerhard Bast, Sohn des Anwalts Rudolf Bast, wuchs in einem deutschnationalen Elternhaus auf. Die Familie zog bereits 1912 nach Amstetten. Bast besuchte das humanistische Gymnasium in Wels. Nach der Matura studierte er ab 1929 Rechtswissenschaften an der Universität Graz, wo er 1929 Mitglied der Burschenschaft Germania Graz wurde. Das Jurastudium schloss Bast Ende 1935 mit Promotion ab. Zum 30. Oktober 1931 trat er der NSDAP (Mitgliedsnummer 612.972) und der SS (SS-Nummer 23.064) bei. Nach dem Studium war Bast am Kreisgericht St. Pölten tätig, verlor diese Arbeitsstelle jedoch kurz darauf aufgrund nationalsozialistischer Betätigung. Bast arbeitete danach in der Kanzlei seines Vaters, der ebenfalls überzeugter Nationalsozialist war.
Nach dem Anschluss Österreichs an das Deutsche Reich wurde Bast bereits am 20. März 1938 Angehöriger des SD und der Gestapo. Bast war bei der Gestapo zunächst in Graz eingesetzt, wo er ab Frühjahr 1940 Abteilungsleiter Gegnerforschung und -bekämpfung wurde. Im August 1940 wechselte Bast zur Gestapo Koblenz und leitete ab Januar 1941 vertretungsweise für den abwesenden Humbert Achamer-Pifrader die Staatspolizeileitstelle in Linz. In der SS erreichte er 1941 den Rang eines Sturmbannführers und wurde auch zum Regierungsrat befördert. Ab Juli 1941 war er stellvertretender Leiter bei der Gestapo in Münster. In dieser Funktion war Bast maßgeblich in die Deportation von Juden aus Deutschland involviert und nahm an Hinrichtungen polnischer Zwangsarbeiter teil.
Von November 1942 bis Dezember 1942 war er Führer des Sonderkommandos 11a bei der Einsatzgruppe D und leitete dort die Ermordung von Juden. Im Januar 1943 wurde Bast nach Linz versetzt und leitete dort die Gestapo. Im November 1943 tötete Bast bei der Jagd versehentlich einen Treiberjungen. Da er sich im Osteinsatz „bewähren“ konnte, musste Bast eine viermonatige Haftstrafe nicht antreten.
Von Juni 1944 bis Oktober/November 1944 war Bast Führer des Sonderkommandos 7a bei der Einsatzgruppe B. Hier löste er Helmut Looß (1910–1988) ab. Danach war er mit seinem Sonderkommando bei der Einsatzgruppe H unter dem BdS Pressburg zur Partisanenbekämpfung eingesetzt.
Bast erhielt folgende Auszeichnungen: Kriegsverdienstkreuz I. und II. Klasse mit Schwertern, Verdienstauszeichnung für Angehörige der Ostvölker II. Klasse in Silber sowie das Heeressiegeskreuz III. Klasse mit Schwertern. Er galt als Alter Kämpfer.
Zum Ende des Zweiten Weltkrieges tauchte er unter falschem Namen ab. Als angeblicher Knecht und Holzfäller fand er schließlich bei einem Bauern in der Südtiroler Region Unterkunft und Beschäftigung. Im März 1947 wollte er zu seiner Familie nach Innsbruck zurückkehren und sich durch einen Schleuser über den bewachten Brennerpass bringen lassen. Noch vor Erreichen des Brennerpasses tötete der Schleuser Bast mit drei Schüssen und raubte ihn aus. Er wurde wegen Raubmord 1949 zu 30 Jahren Haft verurteilt.
Der österreichische Schriftsteller Martin Pollack war der uneheliche Sohn von Gerhard Bast. Pollack verfasste das Buch Der Tote im Bunker. Bericht über meinen Vater, das 2004 in Wien erschien.